# Землетрус у Загребі (2020)
Землетрус у Загребі — землетрус, який стався 22 березня 2020 року, о 6:24 ранку та мав магнітуду 5,3 балів (за шкалою Ріхтера). Епіцентр землетрусу знаходився за 7 км на північ від Загреба, столиці Хорватії, на глибині 10 км.
Внаслідок землетрусу постраждало місто Загреб та околиці, зокрема руйнувань зазнала одна з двох веж Загребського собору. В результаті землетрусу загинув 15-річний підліток, поранені десятки людей.